# Vânători (Galaţi)
Vânători é uma comuna romena localizada no distrito de Galaţi, na região de Moldávia. A comuna possui uma área de  km² e sua população era de 4468 habitantes segundo o censo de 2007.